# Segunda plaga pandémica
La segunda plaga pandémica, o segunda peste pandémica, fue una serie importante de epidemias de la peste que empezó con la Peste negra, la cual llegó a Europa en 1348 y mató hasta la mitad de la población de Eurasia en los siguientes cuatro años. A pesar de que la plaga desapareció en la mayoría de los lugares, se volvió una enfermedad endémica y se repitió con regularidad. Una serie de epidemias importantes se produjeron a finales del siglo XVII, y la enfermedad se repitió en algunos lugares hasta el siglo XIX. Después de esto, apareció una nueva cepa de la bacteria, que causó una tercera pandemia.
La peste fue causada por la bacteria Yersinia pestis, que existe en varias especies de pulgas parasitadas en la naturaleza, así como en ratas dentro de las infraestructuras urbanas. En un brote, la bacteria tiene la capacidad de matar a todos sus huéspedes al alcance, (muriendo después de esto); pero puede también permanecer de forma activa en otros huéspedes que no mata, provocando así nuevos brotes años o décadas después. La bacteria tiene varios medios de transmisión e infección, incluso a través de ratas transportadas en barcos o vehículos, pulgas escondidas en el grano y, en sus formas más virulentas, transmitidas por sangre y esputo de forma directa entre humanos.  

## Visión general

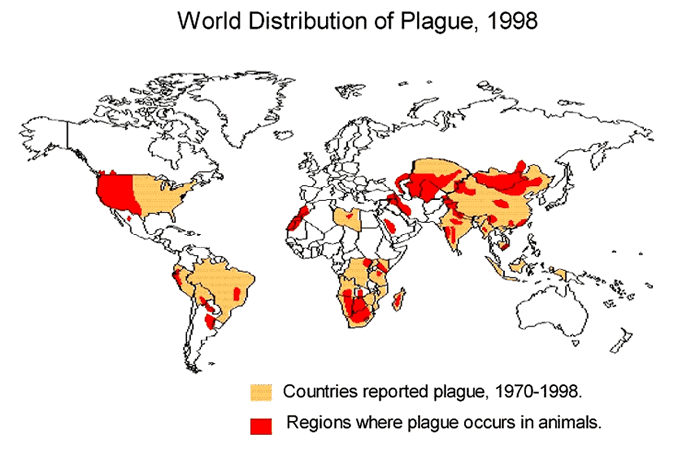
Distribución mundial de casos reportados de la plaga entre los años 1970-1998, así como regiones con animales infectados.

Ha habido tres grandes brotes de la peste. La Plaga de Justiniano (Primera pandemia de peste) en los siglos VI y VII es el primer ataque conocido registrado, y marca el primer patrón de la plaga firmemente registrado. Según descripciones históricas, hasta el 40 % de la población de Constantinopla murió a causa de la plaga. Las estimaciones modernas sugieren que la mitad de la población europea murió como resultado de esta primera pandemia de peste antes de que desapareciera en los años 700. Después del año 750, la peste no volvió a aparecer en Europa hasta la Peste Negra del siglo XIV.
La segunda pandemia se originó en o cerca de China, y muy probablemente se propagó por la Ruta de Seda o por el transporte marítimo.  Esta plaga pudo haber reducido la población mundial de un estimado de 450 millones a 350–375 millones para el año 1400.
Tuvo virulencia y mortalidad hasta principios del siglo XIX. En Inglaterra, por ejemplo, la peste regresó entre los años 1360–1363, matando al 20 % de la población londinense, y en 1369, matando a un 10-15 %.  A finales del siglo XVI, la peste azotó a San Cristóbal de La Laguna (1582–1583) en las Islas Canarias. En el siglo XVII, los brotes fueron una serie de "grandes pestes": la Gran peste de Sevilla (1647–1652), la Gran peste de Londres (1665–1666) y la Gran peste de Viena (1679). En su forma virulenta, después de la Gran peste de Marsella en 1720–1722, la Gran peste de 1738 (que azotó a Europa Oriental) y la peste rusa de 1770–1772,  parece haber desaparecido gradualmente de Europa, aunque permaneció en Egipto y Medio Oriente. A principios del siglo XIX, la amenaza de la peste había disminuido, pero fue rápidamente reemplazada por una nueva enfermedad: el cólera asiático, el cual que fue la primera de varias pandemias de cólera que azotaron Asia y Europa durante los siglos XIX y XX.
La tercera plaga pandémica afectó a China en la década de 1890 y devastó la India. Si bien se encuentra en gran parte en el este, se volvió endémica del oeste de los Estados Unidos. Hasta la actualidad, continúan ocurriendo brotes esporádicos de peste.

## Peste negra

Extensión de la Peste Negra a través de Europa, 1347–1351

Los historiadores árabes Ibn Al-Wardni y Almaqrizi creían que la Peste Negra se originó en Mongolia, y los registros chinos muestran un gran brote en Mongolia a principios de la década de 1330.
Hubo grandes epidemias en China en 1331 y 1351-1354 en Hebei, Shanxi y otras provincias que se considera que han matado entre el 50 % y el 90 % de la población local, llegando a decenas de millones. Sin embargo, actualmente no existen pruebas de que estos fueron causados por la peste, aunque hay indicios de la segunda serie de epidemias. Europa estuvo inicialmente protegida por una pausa en la Ruta de Seda.
Según los informes, la peste se introdujo por primera vez en Europa a través de comerciantes genoveses de su ciudad portuaria de Kaffa en Crimea, en 1347. Durante un asedio prolongado de la ciudad, en 1345–1346, el ejército de la Horda de Oro mongola de Jani Suplicar, cuyas tropas, principalmente tártaros, sufrían de la enfermedad, catapultó cadáveres infectados sobre las murallas de la ciudad de Kaffa para infectar a los habitantes, aunque es más probable que las ratas infectadas cruzaran las líneas de asedio para propagar la epidemia a los habitantes. Cuando la enfermedad se apoderó de ellas, los comerciantes genoveses huyeron a través del Mar Negro a Constantinopla, donde la enfermedad llegó por primera vez a Europa en el verano de 1347. La epidemia mató al hijo de 13 años del emperador bizantino, Juan VI Kantakouzenos, quien escribió una descripción de la enfermedad inspirada en el relato de Tucídides sobre la Peste de Atenas del siglo V a. C. de Atenas, pero observando la propagación de la peste negra por barco entre ciudades marítimas. Nicephorus Gregoras también describió por escrito a Demetrios Kydones el creciente número de muertos, la inutilidad de la medicina, y el pánico de los ciudadanos.
La peste llegó a Génova y Venecia en enero de 1348, mientras se extendía simultáneamente por Asia Menor y Egipto. La forma bubónica se describió gráficamente en Florencia en El Decameron y Guy de Chauliac también describió la forma neumónica en Aviñón. Esta se extendió rápidamente a Francia y España, en 1349 estaba en Inglaterra, en 1350 estaba afligiendo a Europa del Este y llegó al centro de Rusia en 1351.
La erupción de la peste negra en el siglo XIV tuvo un efecto drástico en la población de Europa, cambió irrevocablemente la estructura social y resultó en una persecución generalizada de minorías como judíos, extranjeros, méndigos, y leprosos. Se ha considerado que la supervivencia diaria crea un estado de ánimo general de morbilidad, que influye en las personas para "vivir el momento", como ilustra Giovanni Boccaccio en El Decameron (1353). Petrarca, notando el extremo incomparable e increíble de los efectos de la enfermedad, escribió que "la posteridad feliz, que no experimentará un dolor tan abismal ... considerará nuestro testimonio como una fábula".

## Recurrencias
La segunda pandemia se extendió por Eurasia y la cuenca mediterránea.La plaga regresó repetidamente a perseguir a Europa y la cuenca del Mediterráneo durante los siglos XIV al XVII. La devastó gran parte del mundo islámico. La peste estuvo presente en al menos un lugar del mundo islámico prácticamente todos los años entre 1500 y 1850.[21] Según Biraben, la peste estuvo presente en algún lugar de Europa todos los años entre 1346 y 1671. Según Schiferl, entre 1400 y 1600,  hubo una plaga epidemia registrada en una parte de Europa u otra cada año, excepto en 1445.

### Imperio bizantino e Imperio Otomano
En el Imperio bizantino, el brote de la Peste Negra de 1347 en Constantinopla duró un año, pero la peste se repitió diez veces antes de 1400. La peste se introdujo repetidamente en la ciudad debido a su ubicación estratégica entre el Mar Mediterráneo y el Mar Negro y entre Europa y Asia, así como su posición como la capital imperial.
Constantinopla mantuvo su estatus imperial en el centro del Imperio Otomano después de la Caída de Constantinopla ante Mehmed el Conquistador en 1453. Aproximadamente el 1–2 % de la población de la ciudad murió anualmente debido a la peste. Los historiadores otomanos Mustafa Âlî y Hora Saadettin registraron episodios especialmente graves durante 1491–1503, siendo 1491–1493 los años más afectados. La peste regresó durante 1511–1514, y después de 1520, esta se volvió endémica en la ciudad hasta 1529. La peste fue endémica en Constantinopla otra vez entre 1533 y 1549, entre 1552 y 1567, y para la mayoría del siglo XVI restante. En el siglo XVII, se observaron epidemias de peste en 1603, 1611–1613, 1647–1649, 1653–1656, 1659–1688, 1671–1680, 1685–1695, y 1697–1701. En el siglo XVIII,  hubo sesenta y cuatro años en los que la peste estalló en la capital, y otros treinta años de peste ocurrieron en la primera mitad del siglo XIX. De estas últimas noventa y cuatro epidemias de peste en Constantinopla entre 1700 y 1850, se estima que las epidemias de 1705, 1726, 1751, 1778, 1812 y 1836 mataron a más del 5 % de la población, mientras que ochenta y tres de las epidemias mató al 1 % o menos.
La peste azotó repetidamente las ciudades del norte de África. Argel perdió entre 30 000 y 50 000 en 1620–1621, y otra vez en 1654–1657, 1665, 1691, y 1740–1742.[24] La peste siguió siendo un acontecimiento importante en la sociedad otomana hasta el segundo cuarto del siglo XIX. Entre 1701 y 1750, se registraron 7 epidemias mayores y menores en Constantinopla, y 31 entre 1751 y 1800. La Gran Peste de 1738 afectó el territorio otomano en los Balcanes. Bagdad ha sufrido severamente las visitas de la plaga, con brotes que han matado hasta a dos tercios de su población.
La última peste que azotó a los Balcanes durante la Segunda pandemia fue la Peste de Caragea en 1813–1814.

### Sacro Imperio Romano
La Gran peste de Viena golpeó al Sacro Imperio Romano  en 1679.

### Península italiana
En 1357, la plaga había regresado a Venecia, y en 1361–1363, el resto de Italia experimentó la primera reaparición de la pandemia. Pisa, Pistoia, y Florencia en Toscana se vieron especialmente afectadas; allí, la segunda plaga (en latín: pesta secunda) mató a una quinta parte de la población. En la tercera plaga (en latín: pesta tertia) de 1369–1371, de 10 a 15 % de la población murió. Los sobrevivientes sabían que la Peste Negra de 1347-1351 no fue un evento único, y que la vida ahora era "mucho más aterradora y precaria que antes". La península italiana sufrió un brote de peste en el 68 % del tiempo conformado por los años entre 1348 y 1600. Hubo 22 brotes de peste en Venecia entre 1361 y 1528. Petrarca, escribiendo a Giovanni Boccaccio en septiembre de 1363, lamentó que mientras la peste negra llegada a Italia en1348 había sido lamentada como un desastre sin precedentes, "Ahora nos damos cuenta de que es sólo el comienzo de nuestro duelo, porque desde entonces, esta fuerza maligna, inigualable e inaudita en los anales humanos a través de los siglos, nunca ha  cesado, golpeando en todas partes por todos lados, a la izquierda y a la derecha, como un guerrero hábil."
En el año Jubilar de 1400, anunciado por el Papa Bonifacio IX, una de las plagas más graves se vio agravada por los numerosos peregrinos que se dirigían hacia y desde Roma; en la ciudad misma murieron diariamente entre 600 y 800 fieles. Según consta en los registros de los enterradores de Florencia, murieron al menos 10 406 personas; el número total de muertos se estimó en el doble de esa cifra por el cronista del siglo XV, Giovanni Morelli. La mitad de la población de Pistoia y su interior murió ese año.
Otro brote ocurrió en Padua en 1405, y cobró 18 000 vidas. En la epidemia de peste de 1449–1452, 30 000 milaneses murieron en 1451.
Una plaga particularmente mortal azotó a Italia entre 1478–1482. Los territorios de la República de Venecia vieron 300 000 muertos en el curso de ocho años de la epidemia. Luca Landucci escribió en 1478 que los ciudadanos de Florencia "estaban en una situación lamentable. Vivían aterrorizados y nadie tenía corazón para trabajar ... de modo que todas las clases sufrieron". (Además de la peste, Florencia sufría tanto de la excomunión que condujo a la guerra con los Estados Pontificios como de la lucha política que siguió a la Conspiración de Pazzi). En 1479, estalló la peste en Roma: Bartolomeo Platina, el director de la Biblioteca Vaticana, fue asesinado, y el Papa Sixto IV huyó de la ciudad estuve ausente por más de un año. Federico da Montefeltro, Duque de Urbino, también murió.
La peste estalló en Florencia y Roma; tras el saqueo de Roma (1527) por Carlos V, emperador del Sacro Imperio Romano. La plaga surgió en Roma y mató a 30 000 florentinos, quienes representaba una cuarta parte de los habitantes de la ciudad. Una "Descripción de la plaga en Florencia en el año 1527" registra esta peste a detalle, escrita por Lorenzo di Filippo Strozzi y copiada por Niccolò Machiavelli con anotaciones de Strozzi. El escribió:

Nuestra lamentable Florencia ahora parece nada más que una ciudad que ha sido asaltada por infieles, y luego abandonada. Una parte de los habitates, ... se ha retirado a casa de campo lejanas, una parte está muerta, y otra parte está muriendo. Por tanto, el presente es tormento, la amenaza futura, así que luchamos con la muerte y solo vivimos con miedo y temblor. Las limpias y hermosas calles que antes estaban repletas de ciudadanos ricos y nobles, ahora están sucias y apestan; multitudes de mendigos se arrastran a través de estas con ansiosos gemidos y sólo con dificultad y pavor uno puede pasarlos. Las tiendas y posadas están cerradas, en las fábricas el trabajo ha cesado, los juzgados están vaciós, las leyes están pisoteadas. Ora, uno se entera de algún robo, ora de algún asesinato... Las plazas, los mercados en los que solían reunirse los ciudadanos, ahora se han convertido en tumbas y en el lugar de acogida de la chusma malvada... Si por casualidad los parientes se encuentran, un hermano, una hermana, un esposo, una esposa, se evitan cuidadosamente el uno al otro. ¿Qué más palabras se necesitan? Los padres y las madres evitan a sus propios hijos y los abandonan. ... En lugar de una conversación... uno oye ahora sólo noticias lastimeras y tristes: tal persona está muerta, tal está enferma, tal persona ha huido, tal persona está internada en su casa, tal persona está en el hospital, tal uno tiene enfermeras, otro no tiene ayuda, como noticias que con la imaginación sola bastarían para enfermar a Esculapio.

Lorenzo di Filippo Strozzi 

Descripción de la peste de Florencia en el año 1527

 
Otras epidemias de peste acompañaron al Sitio de Florencia (1529-1530); allí los edificios religiosos se convirtieron en hospitales y se construyeron 600 estructuras temporales para albergar a los infectados sin las murallas de la ciudad.
Después de 1530, los conflictos políticos se calmaron y la guerra en Italia se hizo menos frecuente; posteriormente, los brotes de peste allí fueron más raros que antes y afectaron solo a ciudades o regiones individuales. Los brotes fueron menos, pero fueron particularmente graves. En los cuarenta y tres años en el periodo comprendido entre 1533–1575,  hubo dieciocho epidemias de peste. La plaga italiana fue especialmente dañina entre los años 1575–1578, la cual viajó hacia el norte y hacia el sur a través de la península desde ambos extremos; el número de muertos fue particularmente alto.  Según los cálculos oficiales, Milán perdió 17 329 personas a causa de la peste en 1576, mientras que Brescia registró 17 396 muertos en una ciudad que no superaba los 46 000 habitantes en total. Venecia vio morir de peste entre un cuarto y un tercio de su población, que en la epidemia de 1576-1577, fueron aproximadamente 50 000 personas en total.
En la primera mitad del siglo XVII, la peste reclamó aproximadamente  1.7 millones de víctimas en Italia, o aproximadamente 14 % de la población total.
La Plaga italiana de 1629–1633 fue probablemente la más desastrosa del siglo: la ciudad de Milán perdió la mitad de su población, la cual era de aproximadamente 100 000 habitantes, en los sucesos de la "Gran Peste de Milán", mientras que Venecia estuvo tan afligida como en el brote de 1553-1556, a pesar de que la población había crecido muy poco en las décadas intermedias.
La plaga italiana de 1656-1657 fue la última plaga catastrófica importante en Italia, siendo la Peste de Nápoles la más severa. En 1656, la plaga mató aproximadamente a la mitad de los 300 000 habitantes de Nápoles. Messina vio la última epidemia en Italia, durante los años 1742–1744. La última incidencia registrada de la peste en Italia fue en 1815-16, cuando estalló la peste en Noja, la cual es una ciudad cerca de Bari.

### Europa del norte
Más del 60 % de la población de Noruega murió entre 1348 y 1350. El último brote de peste devastó Oslo en 1654.
En Rusia, donde la enfermedad golpeó en algún lugar una vez cada cinco o seis años desde 1350 hasta 1490. En 1654, la peste rusa mató a unos 700 000.
En 1709–1713, una epidemia de peste siguió a la Gran Guerra Del Norte (1700–1721), entre Suecia y el Tsardom de Rusia y sus aliados, matando aproximadamente a 100 000 en Suecia, y 300 000 en Prussia. La plaga mató a dos tercios de los habitantes de Helsinki, y cobró un tercio de la población de Estocolmo. Esta fue la última plaga en Escandinavia, pero la peste rusa de 1770–1772 mató a unas 100 000 personas en Moscú.

### Europa oriental
La Gran peste de 1738 fue una pandemia de la plaga que duró el periodo entre los años 1738-1740, la cual afectó áreas encontradas en las naciones modernas de Rumanía, Hungría, Ucrania, Serbia, Croacia, y Austria.

### Francia
En 1466, tal vez 40 000 personas murieron de peste en París. Durante los siglos XVI y XVII, la peste visitó París durante casi uno de cada tres años. Según el historiador Geoffrey Parker, "Francia perdió casi un millón de personas a causa de la peste en la epidemia de 1628-1631". La última gran epidemia de Europa occidental se produjo en 1720 en Marsella.

### Islas británicas
Las epidemias de peste asolaron Londres en la plaga de Londres de 1563, en 1593, 1603, 1625, 1636, y 1665, reduciendo así su población en un 10 a 30 % durante aquellos años. En 1665–1666, la Gran peste de Londres fue la última gran epidemia de la peste en la ciudad amurallada de Londres, la cual se registró catorce años después, en 1679.

### Países Bajos
Más del 10 % de la población de Ámsterdam murió en 1623–1625, y nuevamente en 1635–1636, 1655, y 1664.

### Península ibérica
Más de 1,25 millones de muertes se debieron a la extrema incidencia de la peste en la España del siglo XVII. La peste de 1649 probablemente redujo a la mitad la población de Sevilla.

### Malta
Malta sufrió gravemente de peste durante la epidemia de peste de Malta de 1675–1676  y en la epidemia de peste de Malta de 1813–1814.

### Tenerife
La Peste de San Cristóbal de La Laguna de 1582 fue un brote de peste bubónica que se produjo entre 1582 y 1583 en la isla de Tenerife, España. En la actualidad se cree que causó entre 5000 y 9000 fallecidos en una isla de menos de 20 000 habitantes en ese momento (entre el 25-45 % de la población de la isla aproximadamente).

## Brotes importantes

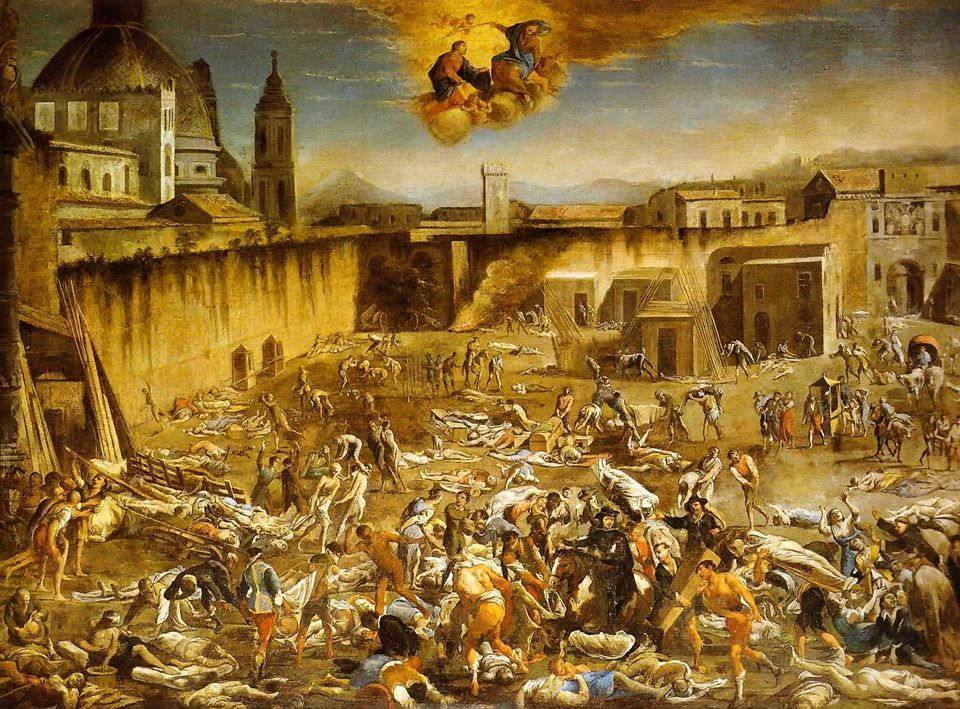
Grabado contemporáneo de Nápoles durante la Peste de Nápoles de 1656.

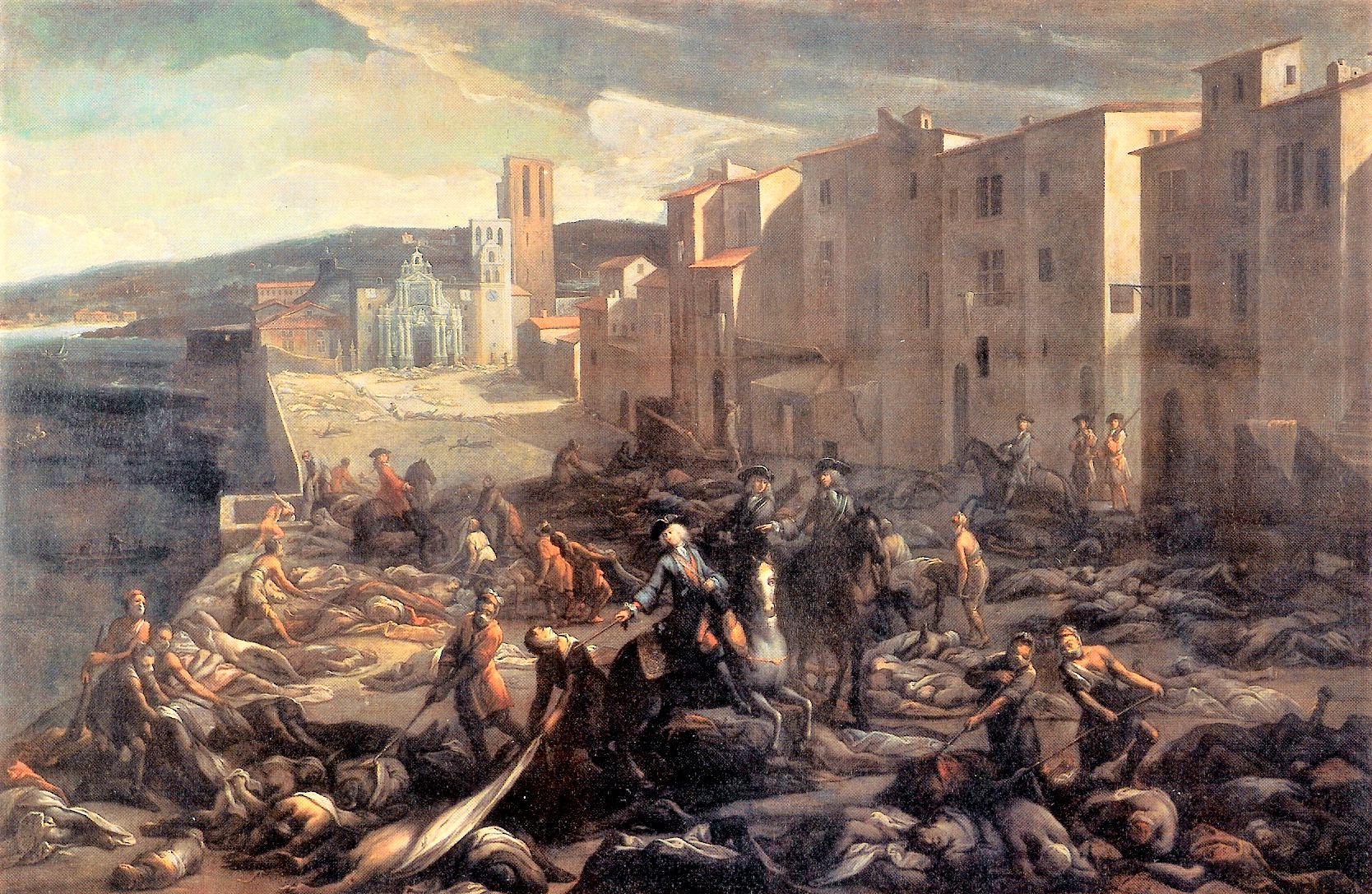
Grabado contemporáneo de Marsella durante la Gran Peste de 1720.

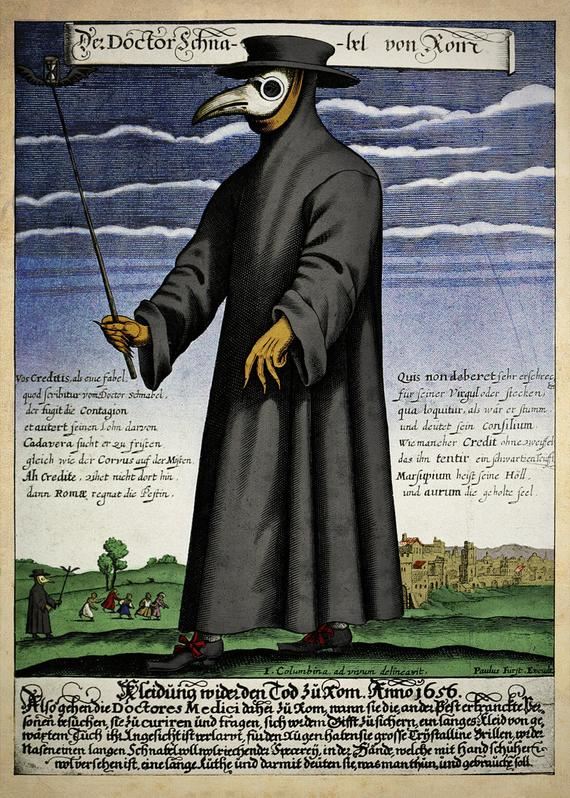
Un doctor de la peste y su típico apparel durante el.

| Años    | Sitio                       | Estimaciones de muerte | Cita/de artículo                           |
| ------- | --------------------------- | ---------------------- | ------------------------------------------ |
| 1347–51 | Europa, Asia, Oriente Medio | 25–75 000              | Muerte negra                               |
| 1360–63 | Inglaterra                  | 700–800 000            | Muerte negra en Inglaterra                 |
| 1464–66 | París                       | 40 000                 |                                            |
| 1471    | Inglaterra                  | 300–400 000            | [ 43 ]                                     |
| 1479–80 | Inglaterra                  | 400–500 000            | [ 43 ]                                     |
| 1563-64 | Inglaterra                  | 20 136+                | Peste de Londres de 1563                   |
| 1576–77 | Venecia                     | 50 000                 | [ 44 ]                                     |
| 1582–83 | Tenerife                    | 5000–9000              | Peste de San Cristóbal de La Laguna (1582) |
| 1593-93 | Inglaterra                  | 19 900+                | Peste de Londres de 1592–1593              |
| 1596–99 | Castilla                    | 500 000                | [ 40 ]                                     |
| 1603–11 | Londres                     | 43 000                 | [ 45 ]                                     |
| 1620–21 | Argel                       | 30–50 000              | [ 21 ]                                     |
| 1628–31 | Francia                     | 1 000                  | [ 46 ]                                     |
| 1629–31 | Italia                      | 280 000                | Peste italiana de 1629–31                  |
| 1647–52 | España del sur              | 500 000                | Gran peste de Sevilla                      |
| 1654–55 | Rusia                       | 700 000                | [ 31 ] [ 32 ]                              |
| 1656–57 | Nápoles, Roma               | 150 000                | Peste de Nápoles                           |
| 1665–66 | Londres                     | 70–100 000             | Gran peste de Londres                      |
| 1675–76 | Malta                       | 11 300                 | Gran peste de Malta de 1675–1676           |
| 1679–80 | Austria                     | 76 000                 | Gran peste de Viena                        |
| 1681    | Praga                       | 83 000                 |                                            |
| 1689–90 | Bagdad                      | 150 000                | [ 47 ]                                     |
| 1704–10 | Polonia                     | 75 000                 | Brote de peste en la Gran Guerra del Norte |
| 1709–13 | Baltico                     | 300–400 000            | Brote de peste en la Gran Guerra del Norte |
| 1720s   | Marsella                    | 100 000                | Gran peste de Marsella                     |
| 1738–40 | Hungría                     | 50 000                 | Gran peste de 1738                         |
| 1770s   | Moscú                       | 75 000                 | Peste rusa de 1770–1772                    |
| 1772    | Bagdad                      | 70 000                 | Peste persa de 1772-1773                   |
| 1791    | Egipto                      | 300 000                | [ 48 ]                                     |
| 1812–19 | Imperio otomano             | 300 000                | Epidemia de peste otomana de 1812–1819     |
| 1813–14 | Malta                       | 4500                   | Epidemia de peste de Malta de 1813–1814    |
| 1813–14 | Rumanía                     | 60 000                 | Peste de Caragea                           |
| 1829–35 | Bagdad                      | 12 000                 | [ 51 ]                                     |

## Desaparición
Los brotes de los siglos XVIII y XIX, aunque fueron graves, marcaron el retroceso de la pandemia en la mayor parte de Europa (siglo XVIII), el norte de África y el Cercano Oriente (siglo XIX). La pandemia se extinguió progresivamente en Europa. Un caso documentado fue en el Londres del siglo XVII, donde el primer demógrafo apropiado, John Graunt, falló por solo cinco años en ver la última muerte registrada por peste, la cual ocurrió en 1679, 14 años después de la Gran peste de Londres. Las razones por las que se extinguió por completo no se comprenden del todo. Es tentador pensar que el Grand incendio de Londres del año siguiente destruyó los escondites de las ratas en los tejados. Ciertamente, no hay una sola muerte por plaga registrada "dentro de los muros" después del año 1666. Aun así, la ciudad en ese momento se había extendido mucho más allá de los muros, que contenían la mayor parte del fuego, y la mayoría de los casos de peste ocurrieron más allá de los límites del incendio. Probablemente, el hecho más significativo de todos fue el hecho de que todos los edificios después del incendio se construyeron con ladrillos en lugar de madera, y otros materiales inflamables.
Este patrón fue seguido ampliamente después de grandes epidemias en el norte de Italia (1631), España del sur y del este (1652), Italia del sur y Génova (1657), y París (1668).

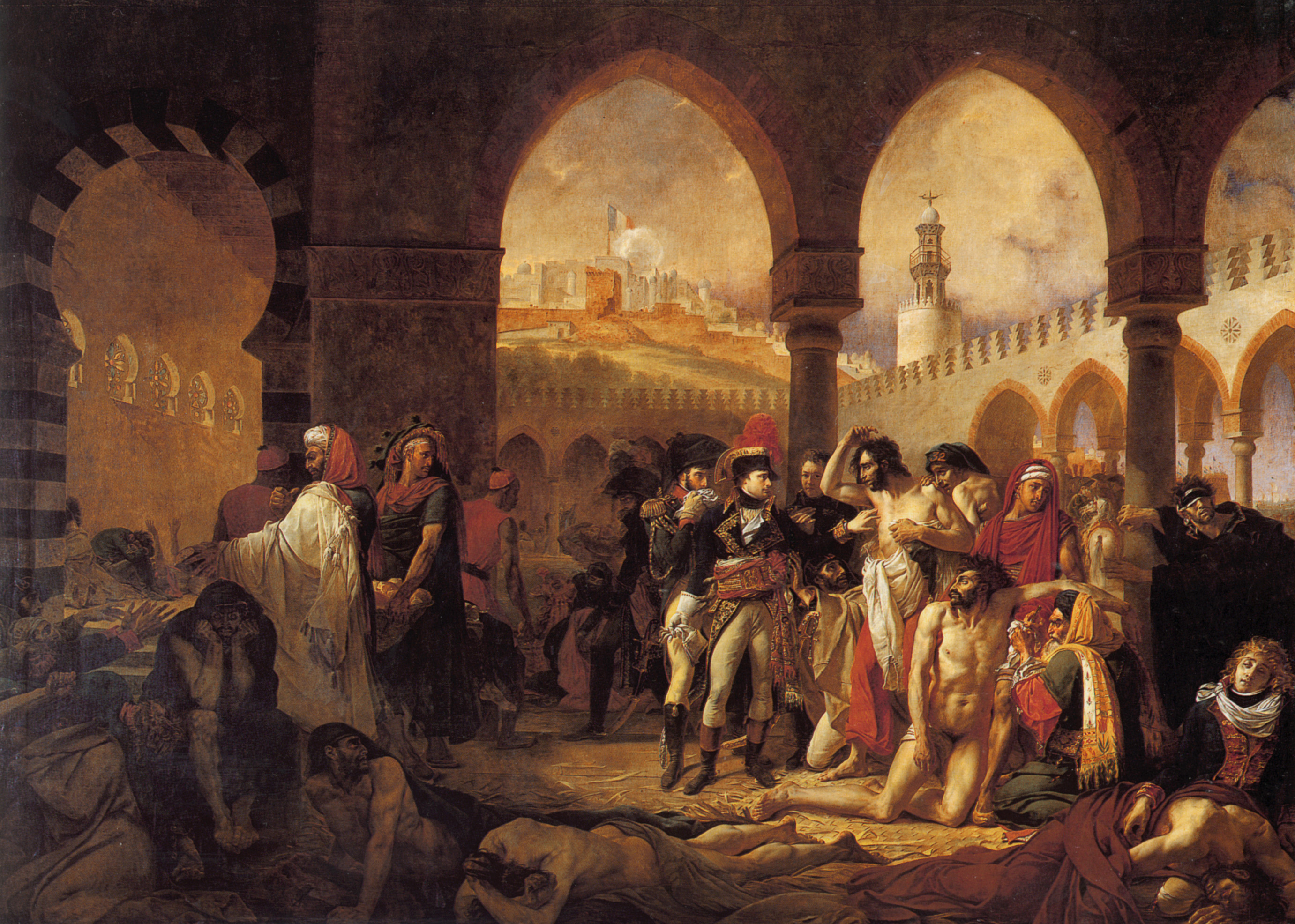
Napoleón visitando las víctimas de la Peste de Jaffa el 11 de marzo de 1799.

Appleby considera seis posibles explicaciones:
1. Las personas desarrollaron inmunidad.
2. Las mejoras nutricionales hicieron a las personas más resistentes.
3. Las mejoras en la vivienda, el saneamiento urbano y la limpieza personal redujeron el número de ratas y pulgas de rata.
4. La especie dominante de rata cambió. (La rata marrón no llegó a Londres hasta 1727).
5. Los métodos de cuarentena mejoraron en el siglo XVII.
6. Algunas ratas desarrollaron inmunidad, por lo que las pulgas nunca las dejaron en masa a los humanos. Las ratas no resistentes fueron eliminadas y esto rompió el ciclo.

Synder sugiere que el reemplazo de la rata Negra (Rattus rattus), que prosperaba entre la gente y se mantenía con frecuencia como mascota, por la más agresiva y prolífica rata noruega o marrón (Rattus norvegicus) fue un factor importante.  La rata marrón, que llegó como especie invasora desde el este, es asustadiza y evita el contacto humano, y su comportamiento agresivo y antisocial la hizo menos atractiva para los humanos. A medida que la rata marrón expulsó violentamente a la rata negra en un país tras otro, convirtiéndose en al especie dominante en ese nicho ecológico, el contacto entre ratas y humanos disminuyó, al igual que las oportunidades de que la plaga pase de las pulgas de las ratas a los humanos. Una de las principales demarcaciones de los puntos calientes en la tercera plaga pandémica, fueron los lugares donde la rata negra aún no había sido reemplazada, como Bombay (ahora Mumbai) en India.
Se ha sugerido que los procesos evolutivos pueden haber favorecido cepas menos virulentas del patógeno Yersinia pestis.
Con toda probabilidad, casi todas las hipótesis existentes tuvieron algún efecto en el fin de la pandemia, aunque es posible que la causa principal nunca se determine de forma concluyente.
La desaparición ocurrió bastante más tarde en los países nórdicos y de Europa del Este, pero hubo una interrupción similar después de las grandes epidemias.